# 廣田浩章
廣田 浩章（ひろた ひろあき、1964年2月26日 - ）は、山口県萩市出身の元プロ野球選手（投手）。旧登録名は広田 浩章。2021年より九州アジアリーグの大分B-リングスで指導者（2021年は初代監督）を務めた。
NPBで在籍した4球団全て戦力外通告、自由契約となった珍しい経歴を持つ選手である。

## 来歴・人物

### プロ入りまで
萩商業高から、社会人野球の電電中国に進む。1983年の都市対抗野球に日本鋼管福山の補強選手として出場。翌1984年の都市対抗野球も川崎製鉄水島に補強され、岩手銀行との1回戦ではリリーフで好投、初勝利を飾る。しかし、2回戦では北海道拓殖銀行に打ち込まれ敗戦投手となった。翌1985年は自チームで都市対抗野球出場を果たし、リリーフエースとして自身としては3年連続の出場となった。

### プロ野球選手時代
1985年のプロ野球ドラフト会議にて読売ジャイアンツ（巨人）から2位指名を受けて入団。当時の監督は、後にホークスでも共にプレーすることになる王貞治だった。
1987年から速球とナックルカーブなどを武器に中継ぎとして起用され、同年は30試合に登板。
藤田元司監督復帰初年度1989年、8勝11セーブを記録した。
長嶋茂雄監督時代の1993年にはトミー・ジョン手術を受けその年は一軍未登板、チームがリーグ優勝及び日本一になった翌年も戦力が充実していたチーム層もあり一軍未登板に終わり、オフに巨人から戦力外通告を受けた。
その後、阪神タイガースの安芸秋季キャンプで入団テストを受験し、メディカルチェックを受ける条件付きで合格したが、恩師の王監督から誘われ、福岡ダイエーホークスに入団。阪神への入団を辞退し、同年11月22日にはダイエー入団が発表された。移籍1年目は、開幕早々打球を足に受けて右膝の皿を骨折するなどの不運にも見舞われ、公式戦で登板機会は1995年と1996年の在籍2年間で18試合にとどまった。1996年オフにダイエーから2度目の戦力外通告を受け、ヤクルトスワローズと横浜ベイスターズの入団テストを受験、同年12月17日、野村克也監督の率いるヤクルトに入団することが発表された。背番号は14、年俸は1000万円。
1997年は野村監督のもと中継ぎとして復活し、投球フォームをオーバースローからスリークォーターに変更、持ち球の一つでしかなかったシュートを磨きこの年自己最多登板を更新。ヤクルトのセントラル・リーグ（セ・リーグ）優勝および日本一に貢献した。
1998年も52試合に登板して、前年を上回る防御率2.56を記録した。前年に抑えを務めていた伊藤智仁が先発復帰したことや、抑えの高津臣吾が不調に陥ったことを受け、抑え投手としても起用され、チーム最多の7セーブをマークした。
若松勉新監督の下1999年も中継ぎとして、防御率2点台と結果を残したが、同年オフ、チームの若返りのため3度目の戦力外通告を受けた。横浜と大阪近鉄バファローズの入団テストを受け、横浜は不合格となったが、近鉄のテストに合格、年俸1800万円で契約した。背番号51。
2000年シーズンは近鉄（新監督：梨田昌孝）でプレーしたが、ヤクルト時代のような活躍はできず、同年オフに4度目の戦力外通告を受け、現役を引退した。

### 現役引退後
引退後はホークスで打撃投手（2001年 - 2011年）・スコアラー（2012年 - 2020年）を務めた。
2020年12月1日、2021年より発足する九州アジアリーグに加入する大分B-リングスの監督に就任することが発表された。1シーズン務め、シーズン終了後の10月21日に2022年シーズンはGM兼投手コーチに変更となることが発表された。2022年シーズン終了後の10月21日にコーチ退任が発表された。GM職については言及されていなかったが、その後11月2日に岡崎郁がGMに就任することが発表されたため、GM職も退任したとみられる。
2023年9月、至誠館大学の女子硬式野球部のコーチに就任した。

## 選手としての特徴
現役通算成績では、468回3分の2を投げて、被本塁打が22本しかなく、被本塁打率0.42と非常に低い。これは、同時期に活躍した斎藤雅樹（被本塁打率0.75）、桑田真澄（同0.86）、槙原寛己（同0.88）、高津臣吾（同0.96）、佐々木主浩（同0.85）らと比べても格段に低い。

## 詳細情報

### 年度別投手成績
| 年 度      | 球 団      | 登 板 | 先 発 | 完 投 | 完 封 | 無 四 球 | 勝 利 | 敗 戦 | セ 丨 ブ | ホ 丨 ル ド | 勝 率 | 打 者 | 投 球 回 | 被 安 打 | 被 本 塁 打 | 与 四 球 | 敬 遠 | 与 死 球 | 奪 三 振 | 暴 投 | ボ 丨 ク | 失 点 | 自 責 点 | 防 御 率 | W H I P |
| ---------- | ---------- | ----- | ----- | ----- | ----- | -------- | ----- | ----- | -------- | ----------- | ----- | ----- | -------- | -------- | ----------- | -------- | ----- | -------- | -------- | ----- | -------- | ----- | -------- | -------- | ------- |
| 1987       | 巨人       | 30    | 0     | 0     | 0     | 0        | 1     | 2     | 0        | --          | .333  | 173   | 46.0     | 29       | 3           | 11       | 0     | 2        | 32       | 0     | 0        | 9     | 9        | 1.76     | 0.87    |
| 1988       | 巨人       | 33    | 0     | 0     | 0     | 0        | 2     | 1     | 1        | --          | .667  | 202   | 45.2     | 52       | 4           | 20       | 3     | 2        | 47       | 4     | 0        | 24    | 18       | 3.55     | 1.58    |
| 1989       | 巨人       | 36    | 0     | 0     | 0     | 0        | 8     | 1     | 11       | --          | .889  | 201   | 49.2     | 43       | 1           | 16       | 3     | 0        | 45       | 1     | 0        | 16    | 13       | 2.36     | 1.19    |
| 1990       | 巨人       | 15    | 1     | 0     | 0     | 0        | 3     | 1     | 2        | --          | .750  | 127   | 31.1     | 21       | 1           | 14       | 0     | 3        | 21       | 1     | 0        | 6     | 6        | 1.72     | 1.12    |
| 1991       | 巨人       | 12    | 2     | 1     | 0     | 0        | 1     | 2     | 2        | --          | .333  | 137   | 31.2     | 34       | 3           | 14       | 0     | 1        | 18       | 0     | 1        | 20    | 18       | 5.12     | 1.52    |
| 1992       | 巨人       | 30    | 3     | 0     | 0     | 0        | 3     | 2     | 3        | --          | .600  | 293   | 68.2     | 67       | 1           | 24       | 0     | 5        | 38       | 2     | 0        | 25    | 23       | 3.01     | 1.33    |
| 1995       | ダイエー   | 16    | 0     | 0     | 0     | 0        | 0     | 1     | 1        | --          | .000  | 69    | 14.2     | 18       | 1           | 10       | 1     | 0        | 12       | 1     | 0        | 7     | 7        | 4.30     | 1.91    |
| 1996       | ダイエー   | 2     | 0     | 0     | 0     | 0        | 0     | 0     | 0        | --          | ----  | 4     | 1.0      | 1        | 1           | 0        | 0     | 0        | 0        | 1     | 0        | 1     | 1        | 9.00     | 1.00    |
| 1997       | ヤクルト   | 59    | 0     | 0     | 0     | 0        | 1     | 0     | 3        | --          | 1.000 | 267   | 63.0     | 58       | 3           | 27       | 1     | 3        | 37       | 3     | 1        | 19    | 19       | 2.71     | 1.35    |
| 1998       | ヤクルト   | 52    | 0     | 0     | 0     | 0        | 4     | 2     | 7        | --          | .667  | 230   | 56.1     | 53       | 2           | 12       | 0     | 2        | 22       | 2     | 3        | 19    | 16       | 2.56     | 1.15    |
| 1999       | ヤクルト   | 37    | 0     | 0     | 0     | 0        | 3     | 3     | 0        | --          | .500  | 171   | 40.1     | 44       | 2           | 14       | 1     | 0        | 14       | 1     | 1        | 17    | 13       | 2.90     | 1.44    |
| 2000       | 近鉄       | 20    | 0     | 0     | 0     | 0        | 3     | 4     | 0        | --          | .429  | 99    | 20.1     | 25       | 0           | 13       | 2     | 0        | 3        | 1     | 0        | 18    | 13       | 5.75     | 1.87    |
| 通算：12年 | 通算：12年 | 342   | 6     | 1     | 0     | 0        | 29    | 19    | 30       | --          | .604  | 1973  | 468.2    | 445      | 22          | 175      | 11    | 18       | 289      | 17    | 6        | 181   | 156      | 3.00     | 1.32    |

- 各年度の太字はリーグ最高

### 記録
- 初登板：1987年6月6日、対広島東洋カープ9回戦（広島市民球場）、7回裏1死に3番手で救援登板、2/3回無失点
- 初奪三振：同上、7回裏に長内孝から
- 初勝利：1987年9月6日、対横浜大洋ホエールズ23回戦（横浜スタジアム）、5回裏1死に3番手で救援登板、2回2/3を無失点
- 初セーブ：1988年6月18日、対中日ドラゴンズ12回戦（ナゴヤ球場）、9回裏1死に3番手で救援登板・完了、2/3回無失点
- 初先発：1990年4月12日、対阪神タイガース2回戦（阪神甲子園球場）、5回1/3を2失点
- 初先発勝利：1991年8月18日、対中日ドラゴンズ18回戦（東京ドーム）、7回無失点
- 初完投：1991年8月27日、対中日ドラゴンズ20回戦（ナゴヤ球場）、8回5失点（自責点3）で敗戦投手

### 背番号
- 28 （1986年 - 1994年）
- 45 （1995年 - 1996年）
- 14 （1997年 - 1999年）
- 51 （2000年）
- 105 （2001年 - 2011年）
- 77 （2021年 - 2022年）

### 登録名
- 広田 浩章 （1986年 - 1993年）
- 廣田 浩章 （1994年 - 2000年）